# تثبيط الجهاز العصبي المركزي
تثبيط الجهاز العصبي المركزي أو ثبوطه هو حالة فسيولوجية يمكن أن تؤدي إلى انخفاض معدل التنفس، وانخفاض معدل ضربات القلب، وفقدان الوعي مما قد يؤدي إلى الغيبوبة أو الموت.
وهو نتيجة نشاط الدماغ المُثبَّط أو المكبوت.

## الأسباب
ثبوط الجهاز العصبي المركزي يُسبَّب عادة عن طريق استخدام عقاقير مثبطة مثل الإيثانول، المواد الأفيونية، الباربيتورات، البنزوديازيبينات، المخدرات العامة، ومضادات الاختلاج مثل البريغابالين المستخدم لعلاج الصرع.
غالبًا ما تحدث جرعة زائدة من المخدرات عن طريق الجمع بين دواءين أو أكثر من الأدوية المثبطة، على الرغم من أن الجرعة الزائدة ممكنة أيضًا عن طريق استهلاك جرعة كبيرة من دواء واحد. يمكن أن يحدث ثبوط الجهاز العصبي المركزي أيضًا عن طريق الاستنشاق العرضي أو المتعمد أو ابتلاع بعض المواد الكيميائية المتطايرة مثل البوتانون (الموجود في الأسمنت البلاستيكي) أو كحول الأيزوبروبيل. الأسباب الأخرى لثبوط الجهاز العصبي المركزي هي الاضطرابات الأيضية مثل نقص السكر في الدم.

## العلاج
يتم علاج ثبوط الجهاز العصبي المركزي الشديد داخل المستشفى من خلال الحفاظ على التنفس والدورة الدموية. يمكن إعطاء الأفراد الذين يعانون من انخفاض التنفس الأكسجين الإضافي، في حين يمكن تهوية الأفراد الذين لا يتنفسون بتهوية قناع البالونة أو عن طريق التهوية الميكانيكية باستخدام جهاز تنفس. يمكن استخدام العقاقير الوديّة في محاولة تحفيز النتاج القلبي من أجل الحفاظ على الدورة الدموية. قد يستجيب ثبوط الجهاز العصبي المركزي الناجم عن بعض الأدوية للعلاج باستخدام ترياق. [بحاجة لمصدر]

هناك نوعان من الترياق الذي يتم استخدامه بشكل متكرر في محيط المستشفى وهما النالوكسون وفلومازينيل. النالوكسون هو مضاد للأفيون ويعكس التأثيرات التثبيطية العصبية المركزية التي تظهر في جرعة زائدة من الأفيون. في حالة تنظير القولون، نادرًا ما يتم إعطاء النالوكسون ولكن عندما يتم إعطاؤه، يكون نصف عمره أقصر من بعض ناهضات الأفيون الشائعة. لذلك، قد لا يزال المريض يعاني من ثبوط الجهاز العصبي المركزي بعد إزالة النالوكسون. عادة ما يتم إعطاء النالوكسون على فترات قصيرة بجرعات صغيرة نسبيًا من أجل منع حدوث الانسحاب والألم وتفعيل الجهاز العصبي الودي. الفلومازينيل هو مضاد للبنزوديازيبين ويمنع ارتباط البنزوديازيبينات بمستقبلات حمض جاما أمينوبوتيريك. على غرار النالوكسون، يمتلك فلومازينيل نصف عمر قصير، ويجب أخذ ذلك في الاعتبار لأن المريض قد يُظهر ثبوطًا عصبيًا مركزيًا بعد إزالة الترياق. يتم استخدام البنزوديازيبينات في علاج النوبات وبعد ذلك، قد يؤدي إعطاء فلومازينيل إلى نوبات. لذلك، فإن الإدارة البطيئة للفلومازينيل ضرورية لمنع حدوث النوبة. نادرا ما تستخدم هذه العوامل في وضع تنظير القولون حيث يستخدم 98.8% من تنظير القولون المهدئات ولكن 0.8% منهم فقط ينتجون عن إعطاء أحد هذه الترياقات. حتى إذا كانت نادرًا ما تستخدم في تنظير القولون، فهي مهمة في منع المريض من الدخول في غيبوبة أو تطوير فشل تنفسي عندما لا يتم تناول المهدئات بشكل صحيح. خارج إعداد تنظير القولون، يتم استخدام هذه العوامل لإجراءات أخرى وفي حالة الجرعات الزائدة من المخدرات.